# 41. pehotni polk (Italija)
41. pehotni polk Modena (izvirno italijansko 41º Reggimento fanteria) je bil pehotni polk (Kraljeve) Italijanske kopenske vojske.

## Zgodovina
Med prvo svetovno vojno je bil polk nastanjen na soški fronti, sodeloval je v drugi italijansko-abesinski vojni, medtem ko je bil polk med drugo svetovno vojno (1942-43) nastanjen v Grčiji..